# Quadriga

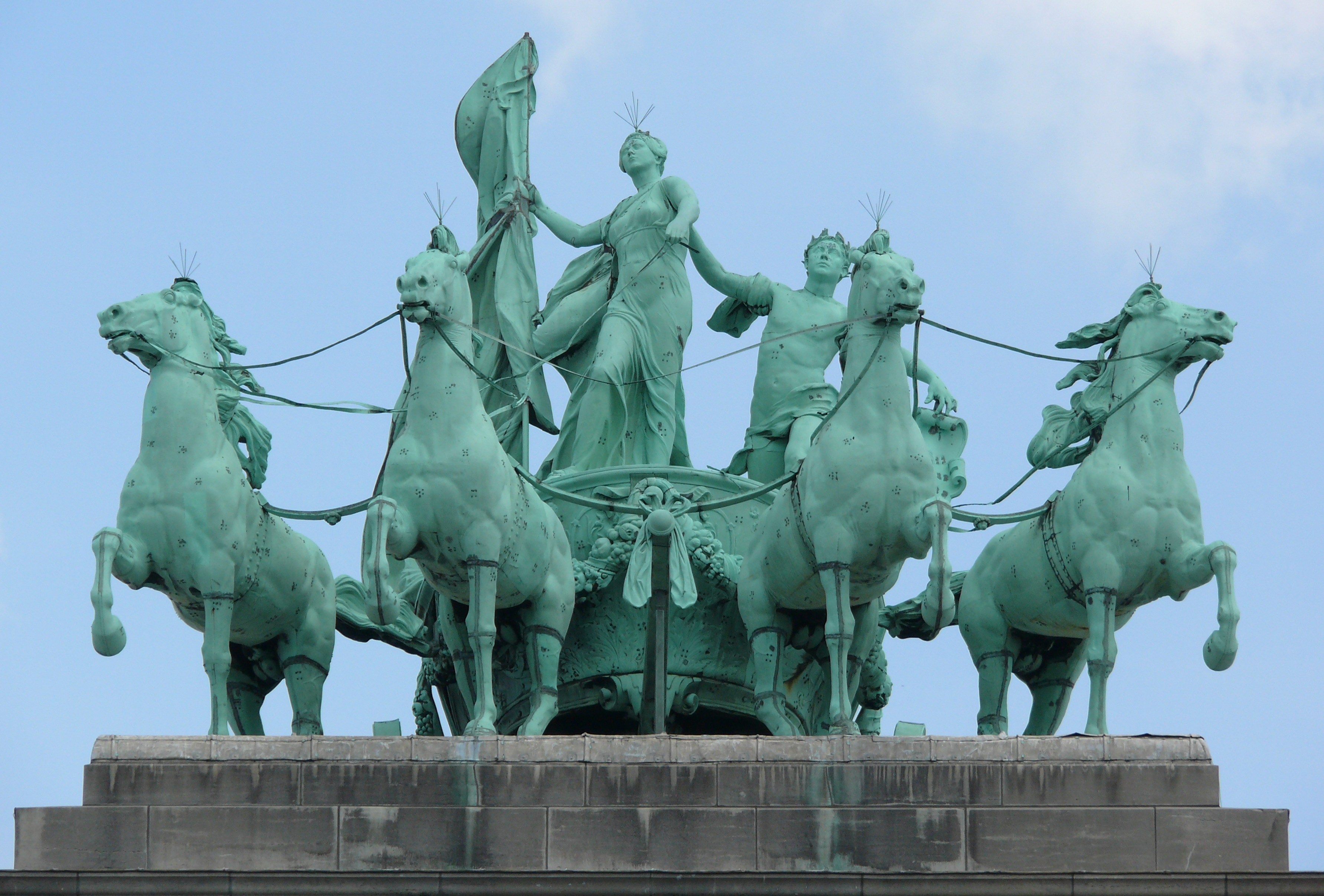
Triomfboog in het Jubelpark, Brussel

Een Quadriga (vierspan) was in de antieke paardensport een met vier paarden bespannen strijdkar. De laag gebouwde kar was aan de voorzijde voorzien van een borstwering en van achteren open. De wagenmenner bestuurde staande de paarden met behulp van de leidsels. De paarden galoppeerden op het toppunt van hun snelheid in rengalop.
Er bestaan vele antieke beelden die dit thema uitbeelden. Vaak werden deze geplaatst op triomfbogen. Oorspronkelijk werden vooral goden afgebeeld op een quadriga. De Romeinse keizer Nero was de eerste keizer die zich liet afbeelden (als god) op een quadriga en deze sculptuur boven op een tempel liet plaatsen.
Rensport vond in de antieke oudheid plaats in een speciaal amfitheater, de hippodroom. Het gebruik van de quadriga wordt heden ten dage nog af en toe gedemonstreerd tijdens grote hippische evenementen.

## Afbeeldingen

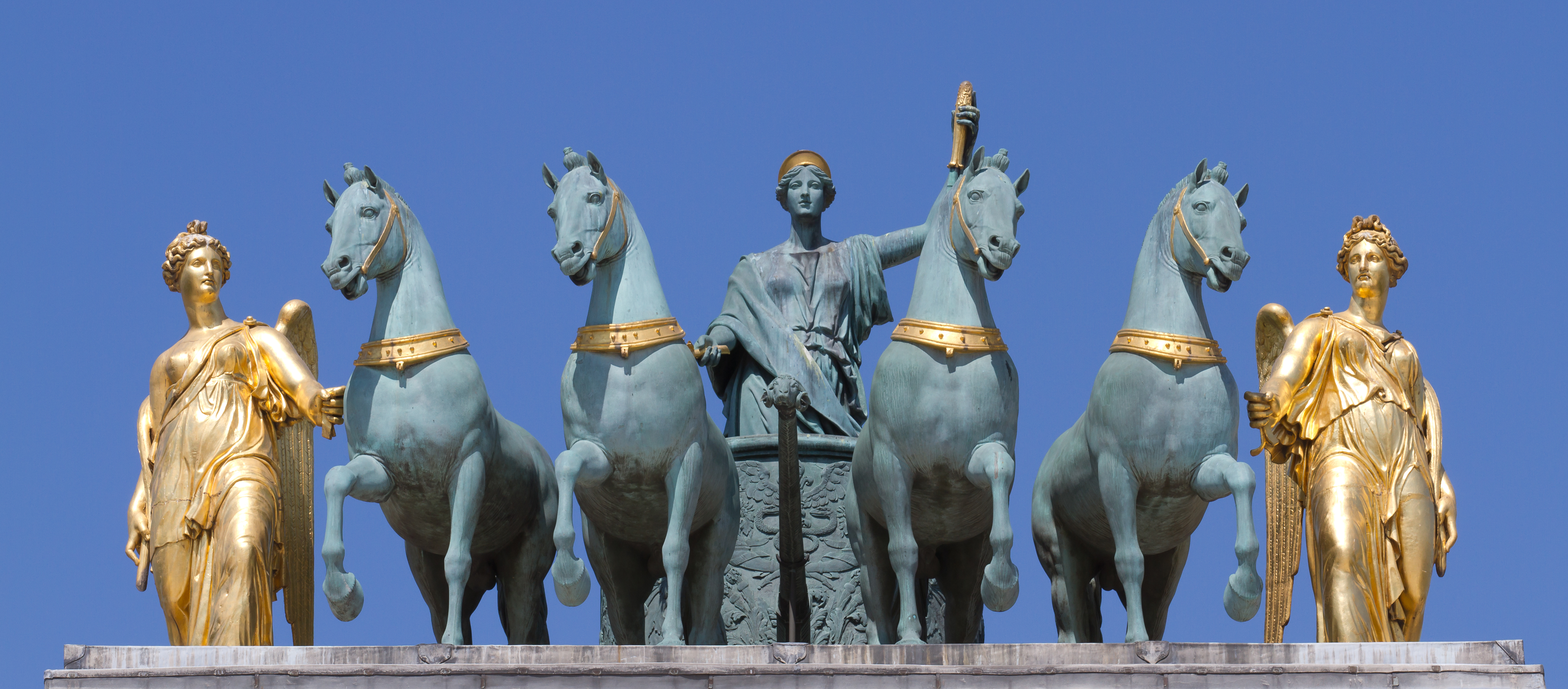
Quadriga op de Arc de Triomphe du Carrousel, Parijs
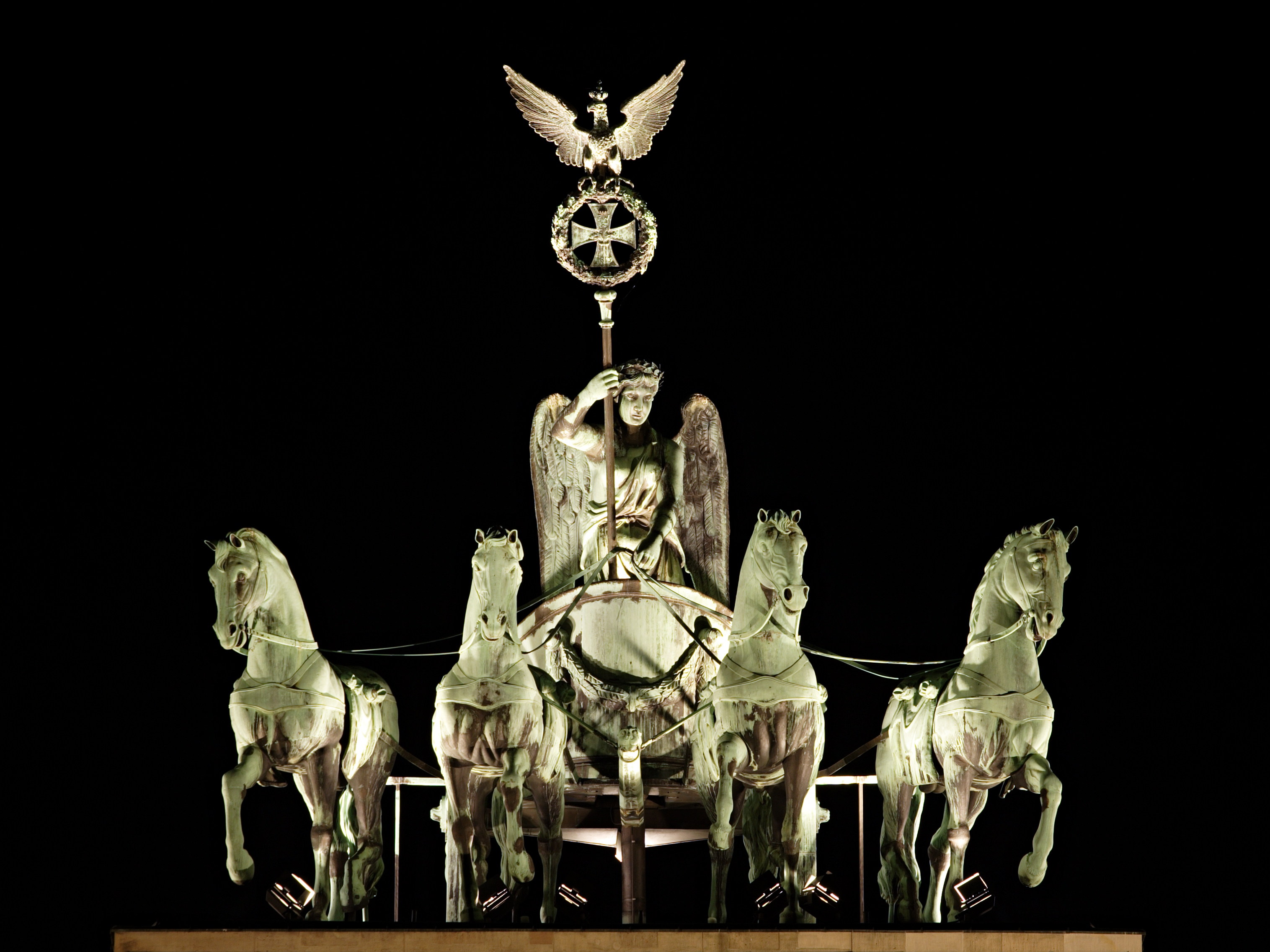
Quadriga op de Brandenburger Tor, Berlijn
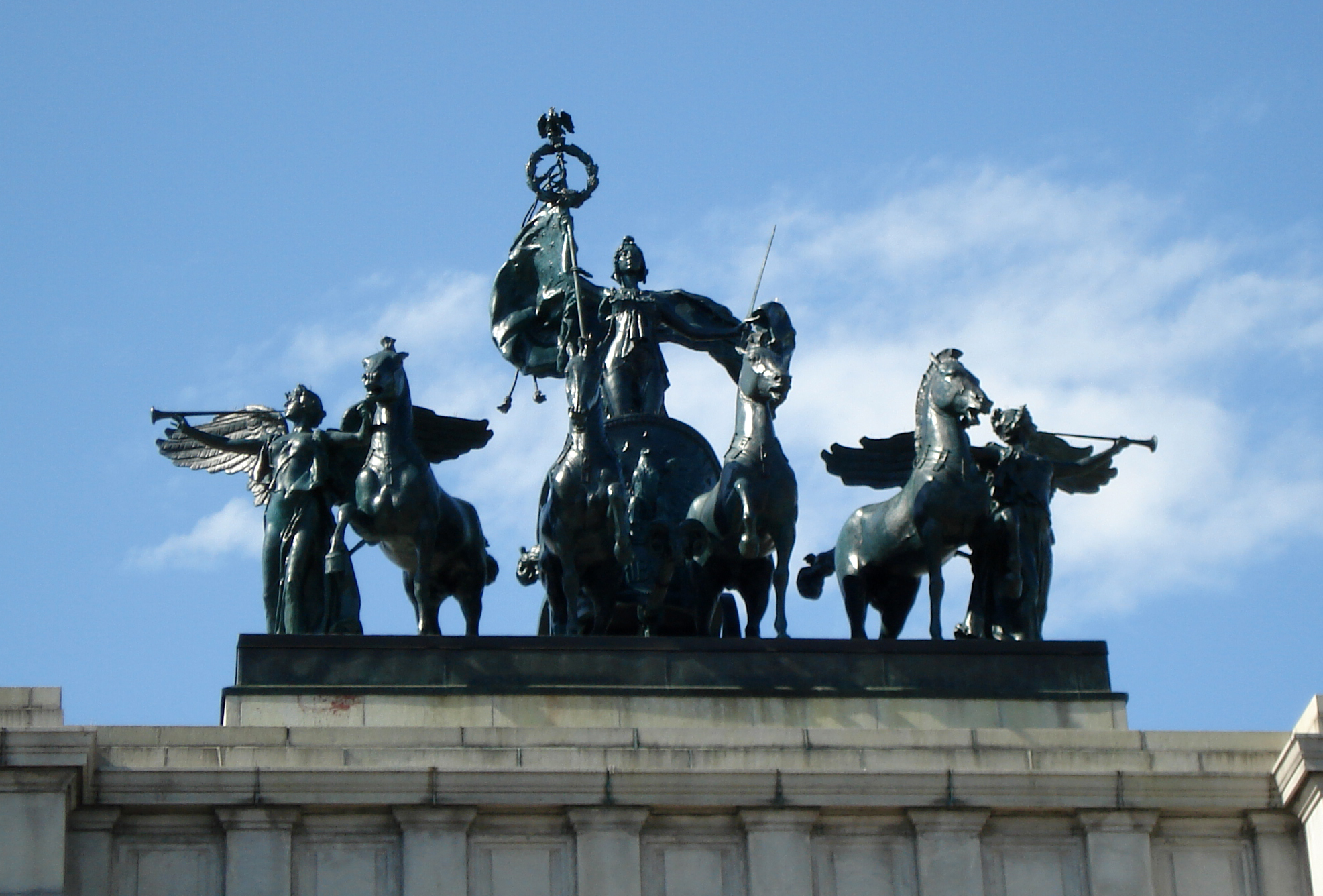
Quadriga op Grand Army Plaza, Brooklyn
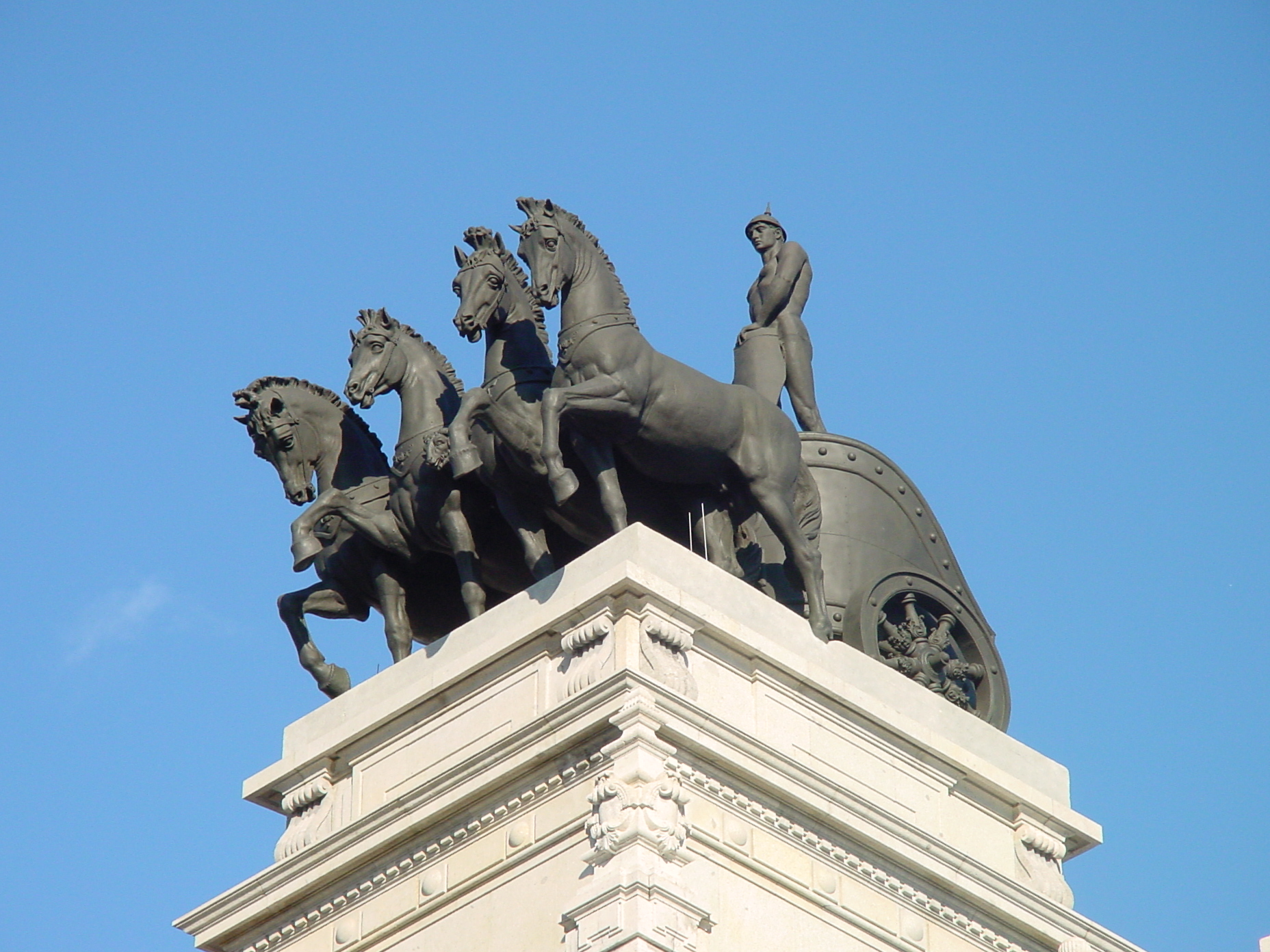
Quadriga op Banco de Bilbao in Madrid
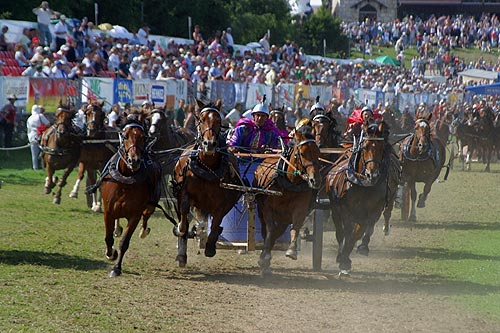
Demonstratie Romeinse strijdwagenrennen
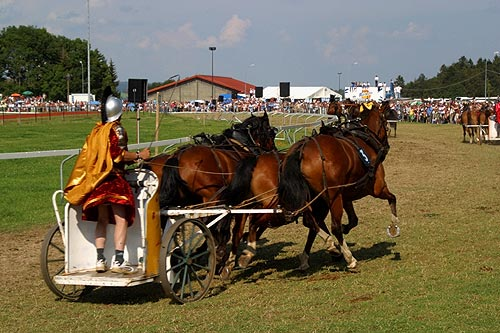
Demonstratie Romeinse strijdwagenrennen
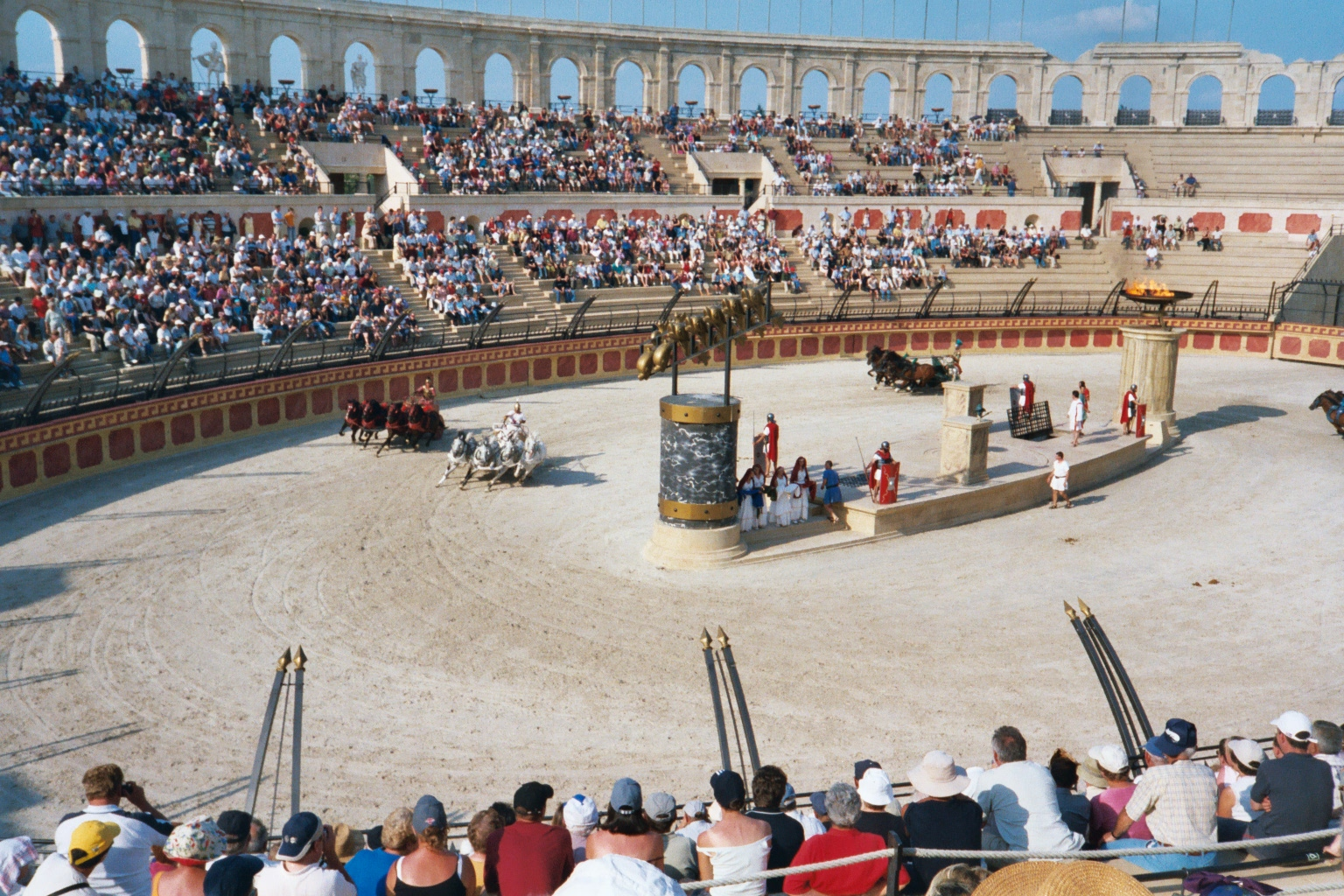
Strijdwagenrennen in een arena
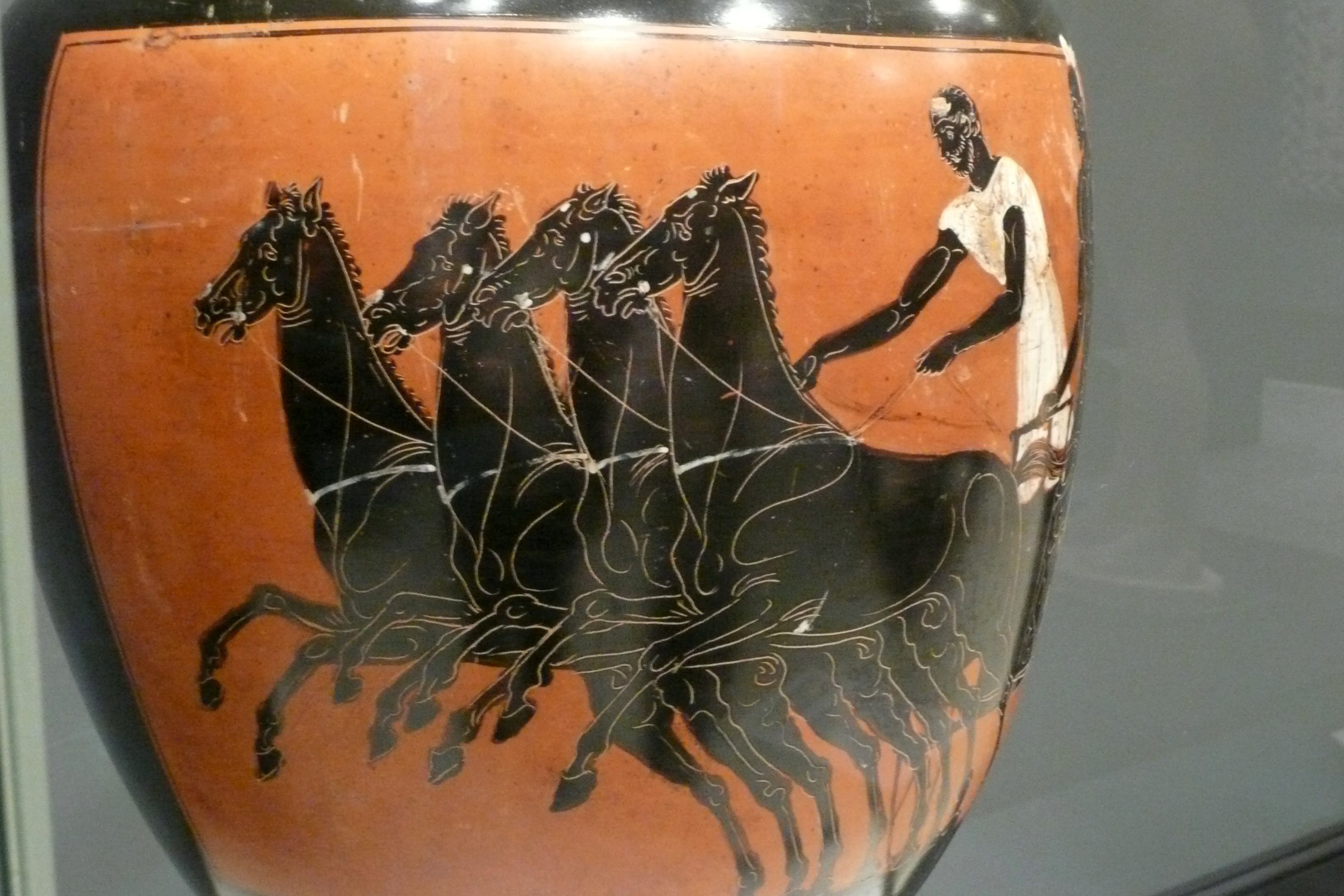
Quadriga op een Griekse amphora